# Heteracris iranica
Heteracris iranica är en insektsart som först beskrevs av Bei-bienko 1960.  Heteracris iranica ingår i släktet Heteracris och familjen gräshoppor. Inga underarter finns listade i Catalogue of Life.